# Converses
Converses és el terme que freqüentment s'utilitza per a referir-se a una negociació entre dos estats sobirans, sobre un tema concret, preferentment per a designar els inicis de la mateixa (converses exploratòries), o quan es dubta que arribin a entaular-se negociacions formals, o bé quan es tracta d'una negociació oficiosa.
Les Converses de París, que van començar el 10 de maig de 1968, i van concloure amb els acords de París de 1973 que van posar fi a la Guerra del Vietnam en són un exemple. A títol d'anècdota, per posar de manifest el caràcter exploratori d'aquesta mena de contactes, cal esmentar que, durant mesos, l'únic tema de l'agenda de les converses va ser la forma que havia de tenir la taula, si rodona o rectangular. Altres exemples en són les Converses de Hèlsinki, començades el 1969, que van concloure amb els acords SALT per a la limitació de les armes estratègiques entre els dos blocs de la guerra freda.